# Johann Hindler
Johann Hindler (* 3. September 1951 in Rothleiten, Frohnleiten) ist ein österreichischer Klarinettist und Hochschullehrer. Er ist Professor an der Universität für Musik und darstellende Kunst Wien und Klarinettist der Wiener Philharmoniker. 

## Leben
Johann Hindler erhielt im Alter von neun Jahren ersten Klarinettenunterricht bei Josef Brunader in seiner Heimatgemeinde Frohnleiten. Ab 1973 studierte er bei Karl Steinwidder in Graz, beginnend mit 1975 folgte ein Studium bei Peter Schmidl an der Hochschule für Musik in Wien, welches er 1980 mit Auszeichnung abschloss. Zusätzlich absolvierte er bei Hilde Langer-Rühl und Johann Leutgeb ein Studium der Atemtechnik.
Im Jahr 1979 wurde er als Klarinettist in das Orchester der Wiener Staatsoper aufgenommen, 1982 wurde er Mitglied der Wiener Philharmoniker.
1980 wurde er an die Hochschule für Musik und darstellende Kunst in Wien als Assistent von Peter Schmidl berufen, seit 1995 führt Hindler als ordentlicher Professor eine eigene Klasse im Konzertfach Klarinette. Zu seinen Schülern zählen unter anderem die beiden Wiener Philharmoniker Matthias Schorn und Daniel Ottensamer, der Berliner Philharmoniker Andreas Ottensamer, der Soloklarinettist des Mozarteum Orchesters Salzburg Ferdinand Steiner, der Soloklarinettist des Bayerischen Staatsorchesters Andreas Schablas sowie Petra Stump und Heinz-Peter Linshalm vom Duo Stump-Linshalm.
Kammermusikalisch ist Hindler beispielsweise mit dem Wiener Ring-Ensemble oder den Wiener Bläsersolisten tätig, außerdem war er Mitglied des fünfköpfigen Komitees der Orchesterakademie Ossiach. Im Herbst 2016 folgte ihm im Orchester der Wiener Staatsoper sein ehemaliger Student Gregor Hinterreiter nach, seine Professur an der Universität für Musik und darstellende Kunst Wien übernahm im Oktober 2017 sein ehemaliger Assistent Christoph Zimper.

## Auszeichnungen
- 2003: Silbernes Ehrenzeichen für Verdienste um die Republik Österreich[11][12]
- 2005: Goldenes Verdienstzeichen des Landes Salzburg[13][1]